# Mauerbach (Pielach)
Der Mauerbach ist ein rechter Zufluss zur Pielach nahe Loosdorf in Niederösterreich.
Der Mauerbach entspringt in zwei Quellbächen, die sich bei Eckartsberg in einem kleinen Teich vereinen. Nördlich von Lanzing durchfließt der Mauerbach eine Römerbrücke, die vermutlich aus dem 3. oder 4. nachchristlichen Jahrhundert stammt. In Mauer mündet rechtsseitig der aus Norden kommende Tobelbach ein, der davor durch mehrere Weiher, die der Fischzucht dienen, lief. Der Mauerbach fließt von dort in Richtung Süden ab, um vor Loosdorf als rechter Zubringer in die Pielach zu fließen.
Sein Einzugsgebiet umfasst 8,4 km² in großteils offener Landschaft.